# Представи си това
„Представи си това“ (на английски: Imagine That) е американски комедиен филм от 2009 г. с участието на Еди Мърфи, режисиран от Кери Къркпатрик и по сценарий на Ед Соломон и Крис Матисън. Филмът е копродукция между Paramount Pictures и Nickelodeon Movies.